# The Straits Times
«Стрейтс таймс» (The Straits Times с англ. — «Время пролива», имеется в виду Малаккский пролив) — ежедневная англоязычная газета в Сингапуре, выходящая в широком формате. Она выходит в издательстве Singapore Press Holdings (SPH). Впервые опубликована 15 июля 1845 года. Это самая старая и в настоящее время самая важная ежедневная газета в Сингапуре, тираж которой составляет около 400 тыс. экземпляров. Имеет воскресное издание «Санди таймс» («Sunday Times»).